# 钱宝通
钱宝通（?—?），清朝康熙四十七年（1708年）反清领袖，太仓人。他联合海盗，以图光复明朝。钱宝通和一念和尚（张念一）、朱永祚，称永兴年号，事情败落，刑部奏康熙帝，朱永祚被凌迟处死，钱宝通和一念和尚逃亡朝鮮。